# Пристань жёлтых кораблей
«Пристань жёлтых кораблей» — одна из ранних повестей, написанных Сергеем Лукьяненко. Впервые публиковалась в 1990 году («Пристань жёлтых кораблей», журнал «Уральский следопыт»), переиздавалась в 1993 («Пристань жёлтых кораблей», «Молодая гвардия») и 1996 («Отложенное возмездие», «Кранг», Харьков). Последний раз повесть была опубликована в одноимённом сборнике ранних повестей и рассказов Лукьяненко издательством «АСТ».

## Сюжет
Землянин Кирилл терпит аварию на планете, где постоянно происходят разрывы времени. Людей отбрасывает в прошлое и будущее, а средневековье соседствует с новейшей техникой. От начальника Патруля Единения Кирилл узнаёт, что через несколько лет с Земли отправят корабль на заселение этой планеты, но он попадёт на 1000 лет в прошлое. Колония постепенно скатывается в варварство, а её руководство переместилось на 500 лет в будущее и оттуда доставляет оружие и оборудование. Кирилл полагает, что разрывы времени начались как раз из-за этого, а Патруль Единения, созданный для борьбы с анахронизмами времени, их только усиливает. Если прекратить его деятельность, на планете восстановится нормальный ход времени. Кирилл хочет вернуться на Землю и остановить старт «Эвридики», но капитан корабля и начальник Патруля Единения убивает его прежде, чем катер спасателей спускается на планету. Последнее, что видит в жизни Кирилл — легендарные Желтые Корабли, являющиеся лишь тем, кто прожил свою жизнь достойно.